# Лок (Нью-Йорк)
Лок (англ. Locke) — місто (англ. town) в США, в окрузі Каюга штату Нью-Йорк. Населення — 1879 осіб (2020).

## Демографія
Згідно з переписом 2010 року, у місті мешкала 1951 особа в 740 домогосподарствах у складі 536 родин. Було 841 помешкання
Расовий склад населення:
| - 97,4 % — білих - 0,9 % — азіатів - 0,5 % — чорних або афроамериканців - 0,2 % — корінних американців - 0,1 % — вихідців з тихоокеанських островів |

До двох чи більше рас належало 0,9 %. Частка іспаномовних становила 1,0 % від усіх жителів.
За віковим діапазоном населення розподілялося таким чином: 23,6 % — особи молодші 18 років, 63,4 % — особи у віці 18—64 років, 13,0 % — особи у віці 65 років та старші. Медіана віку мешканця становила 41,2 року. На 100 осіб жіночої статі у місті припадало 100,5 чоловіків;  на 100 жінок у віці від 18 років та старших — 95,4 чоловіків також старших 18 років.
Середній дохід на одне домашнє господарство  становив 66 822 долари США (медіана — 57 232), а середній дохід на одну сім'ю — 74 110 доларів (медіана — 65 909). Медіана доходів становила 50 357 доларів для чоловіків та 42 386 доларів для жінок. За межею бідності перебувало 10,9 % осіб, у тому числі 20,6 % дітей у віці до 18 років та 3,8 % осіб у віці 65 років та старших.
Цивільне працевлаштоване населення становило 889 осіб. Основні галузі зайнятості: освіта, охорона здоров'я та соціальна допомога — 31,5 %, виробництво — 16,3 %, роздрібна торгівля — 10,2 %, мистецтво, розваги та відпочинок — 7,5 %.